# Bulamaç (postre)
Bulamaç es un postre tradicional en la cocina turca.
Se hace con harina, azúcar común, leche (o agua), y mantequilla y se adorna con nueces partidas. Parece la mazamorra dulce en las cocinas de América Latina; se difiere básicamente por el uso de harina de trigo en vez de harina de choclo. En la elaboración del bulamaç a veces se utiliza pekmez en vez de azúcar. En este caso el postre se denomina "pekmezli bulamaç", que significa "bulamaç con pekmez" en turco.

## Variante salada
En la cocina turca también existe una comida salada llamada "bulamaç".